# Шелепухи
Шелепухи (укр. Шелепухи) — село в Черкасском районе Черкасской области Украины.
Население по переписи 2001 года составляло 718 человек. Почтовый индекс — 19661. Телефонный код — 472.

## Местный совет
19610, Черкасская обл., Черкасский р-н, с. Софиевка, ул. Шевченка, 39